# Konrad von Lustnau

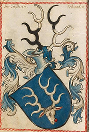
Wappen der Herren von Lustnau

Konrad von Lustnau († 1353) war von 1320 bis 1353 Abt des Zisterzienserklosters Bebenhausen.

## Leben
Abt Konrad von Lustnau ließ im Kloster Bebenhausen Veränderungen im hochgotischen Stil, z. B. die Chorfenster, einbauen. Er ließ sich außerdem an der Friedhofsseite des Kirchenschiffs eine Grabkapelle bauen. In dieser wurden außer ihm auch sein Cousin Georg von Werenwag und dessen Ehefrau Margareta beigesetzt.